# ديك فونتين
ديك فونتين (بالإنجليزية: Dick Fontaine)‏ هو صانع أفلام وثائقية بريطاني، ولد في القرن العشرين.

## وصلات خارجية
- ديك فونتين على موقع IMDb (الإنجليزية)
- ديك فونتين على موقع قاعدة بيانات الفيلم (الإنجليزية)